# Senza età
Senza età è un film del 2023 scritto e diretto da Stefano Usardi.

## Trama
Fuggendo da un gruppo di inseguitori, Pietro si rifugia nella casa di riposo in cui vive Anna, ormai anziana e costretta su una sedia a rotelle. Scambiandolo per il nipote, Anna chiede a Pietro di realizzare il suo ultimo desiderio, quello di andare ad Almeria per assistere alla processione della Vergine del Mare. Pietro decide di accontentarla e, rubata un'auto, i due si mettono in viaggio. 

## Produzione
Le riprese principali si sono svolte a Padova, Ventimiglia, Mentone, Granada, Canjáyar e Almeria.

## Promozione
Il primo trailer del film è stato diffuso il 13 settembre 2023.

## Distribuzione
Il film è uscito nelle sale italiane il 21 settembre 2023.

## Riconoscimenti
- 2024 – David di Donatello[6]
  - Candidatura per il miglior film